# Kapa, Burkina Faso
Kapa är en ort i Burkina Faso. Den ligger i den centrala delen av landet, 160 km sydväst om huvudstaden Ouagadougou. Kapa ligger 285 meter över havet och antalet invånare är 246.
Terrängen runt Kapa är platt. Runt Kapa är det ganska glesbefolkat, med 29 invånare per kvadratkilometer.. Närmaste större samhälle är Bouzourou, 10,7 km sydväst om Kapa.
Omgivningarna runt Kapa är en mosaik av jordbruksmark och naturlig växtlighet.